# Natalia Kouznetsova-Lobanova
Pour les articles homonymes, voir Kouznetsov et Lobanov.
Natalia Kouznetsova-Lobanova (russe : Наталья Владимировна Лобанова), née le 30 mai 1947 à Moscou et morte le 28 septembre 1998, est une ancienne plongeuse soviétique, médaillée de bronze olympique en 1968.

## Carrière
En 1962, lors des championnats d'Europe, elle remporte le bronze au tremplin à 3 m. Quatre ans plus tard, elle remporte son unique médaille d'or européenne au plongeon à 10 m.
Lors des Jeux olympiques d'été de 1968 à Mexico, elle est médaillée d'argent du plongeon de haut-vol à 10 m derrière la Tchécoslovaque Milena Duchková.